# Steph Kegels
Steph Kegels (21 de julio de 1993. Miami, Florida) es una actriz pornográfica estadounidense de origen dominicano.

## Carrera
Kegels inició en los vídeos para adultos como camgirl. Grababa videos de ella masturbándose en su habitación o en un lugar parecido a una biblioteca, de ahí que se ganara el apodo de "la bibliotecaria".
Su debut profesional fue en la película pornográfica Haze Her 13 del año 2014.
Posteriormente fue contratada por BangBros como actriz, con la particularidad de que únicamente aparece en videos sola con juguetes sexuales, sin ningún acompañante. Incluso BangBros le preparó un estudio de grabación parecido a una biblioteca.